# کشتار جنسیتی
کشتار جنسیتی نوواژه‌ای است که به کشتار نظام مند اعضای یک جنس (مرد یا زن) اشاره دارد.
گزارش شده که کشتار جنسیتی یک مشکل در حال گسترش در بیشتر کشورهای جهان می‌باشد. آمارگیری نفوس در کشورهایی مثل هند و چین، نشان می‌دهد که برتری تعداد مردان به زنان برابر است با ۱۲۰ مرد در برابر ۱۰۰ زن. از عوامل این امر علاوه بر سقط جنین گزینش جنسی شده می‌توان به کودک کشی، نوزاد کشی و خشونت جنسی علیه یک جنس خاص در طول زندگی اشاره نمود.

## پیدایش واژه
عبارت کشتار جنسیتی ابتدا توسط مری آن وارن، نویسنده فمنیست آمریکایی، در کتابش به نام «کشتار جنسیتی: استلزام گزینش جنسی» که در سال ۱۹۸۵ به چاپ رسید، به کار برده شد. این کتاب دربارهٔ قتل‌عام بر مبنی جنسیت می‌باشد. وارن در کتابش چنین می‌نویسد:
کشتار جنسیتی در واقع به معنای حذف عمدی افراد یک جنس از طریق قتل‌عام است. عبارات دیگری همچون «زن کشی» و «دختر کشی» به کشتن جنس زن به صورت اشتباه اشاره دارند. در رابطه به کشتار جنسیتی باید گفت که این عبارت از نظر جنسی خنثی است؛ چرا که هم برکشتن جنس مرد دلالت دارد و هم کشتن جنس زن. ما به چنین عبارتی نیاز داریم چرا که رمانی که صحبت بر سر کشتن انسان‌ها بر مبنی جنسیتشان باشد، باید گفت که حتی کشتن جنس مرد نیز امری اشتباه و نادرست است.

## برای مطالعهٔ بیشتر
- A comprehensive analysis of gendercide in China was delivered by author Talia Carner at the 2007 U.N. Commission on the Status of Women.
- Warren, Mary Anne (1985). Gendercide: The Implications of Sex Selection. Rowman & Allanheld. ISBN 978-0-8476-7330-8.
- Russell, Diana E.H. , ed.; Roberta A. Harmes (2001). Femicide in Global Perspective. Teachers College Press. ISBN 978-0-8077-4047-7. {{cite book}}: |first= has generic name (help)
- Sanford, Victoria (2008). Guatemala: Del Genocidio Al Feminicidio/From Genocide to Femicide. F&G Editores. ISBN 978-99922-61-88-0.
- Shahrzad Mojab. (2003). Kurdish Women in the Zone of Genocide and Gendercide. Al-Raida 21(103): 20–25.